# 湘南モールフィル
湘南モールフィル（しょうなんモールフィル）は、神奈川県藤沢市辻堂新町に位置する大型ショッピングセンターである。

## 概要
「大和情報サービス（現：大和ハウスリアリティマネジメント）」が運営・管理しているショッピングセンターで、2003年3月20日に開業した。
大和ハウスリアルティマネジメント初のインモール型複合商業施設として開業。Fine（上質な、ステキな）、Identity（個性、独自性）、Liberty（自由、開放）、Lifestyle（ライフスタイル）の頭文字から名付けられました。
日本電池藤沢工場跡地で開業し、敷地内に工場に関するモニュメントがある。
近隣生活圏に対応するショッピングセンターで、食品スーパー、カジュアル衣料、生活雑貨関連テナントなどで構成し、1,400台収容の駐輪場を店舗の前面に配置する。

## 沿革
- 1965年（昭和40年）
  - 8月25日 - 日本電池藤沢工場が当地に竣工。
- 2001年（平成13年）
  - 9月20日 - 日本電池藤沢工場が廃場する。
- 2003年（平成15年）
  - 3月20日 - 「湘南モールフィル」が開業。
  - 10月3日 - 藤沢商工会議所へ登録する。
- 2005年（平成17年）
  - 9月29日 - アルファ・キャピタル有限会社が、大和情報サービスから、底地を信託する信託受益権を取得する。
- 2006年（平成18年）
  - 1月11日 - 『湘南モールフィル環境レポート2005』が、第9回環境コミュニケーション大賞の環境報告書部門において奨励賞を受賞する[6][7]。
  - 3月29日 - 東急リアル・エステート投資法人とアルファ・キャピタル有限会社の間で、受益権売買契約書を締結する。
  - 4月28日 - 東急リアル・エステート投資法人が、アルファ・キャピタル有限会社から、事業用定期借地権（20年）の付着した土地の底地権を68億1,000万円で取得[8]。
- 2009年（平成21年）5月 - リニューアルオープンする。
- 2011年（平成23年）
  - 12月10日 - 北隣のミスターマックス湘南藤沢ショッピングセンターとの間に連絡橋「なかよしばし」が開通する[9]。
- 2023年（令和5年）
  - 6月9日 - 開業20周年を機にリニューアルオープンをする[10]。ニトリEXPRESSが開店。
  - 9月12日 - 電気自動車充電器の利用サービス終了[11]。
- 2024年（令和6年）2月22日 - エコマーク認定を取得[12]。

## テナント
- 主なテナントは三和、ロイヤルホームセンター、トイザらス、ニトリEXPRESS、ノジマ、パシオス
- 詳細は公式サイト「ショップガイド」を参照。

### 過去の主なテナント
- サブウェイ（2020年9月6日閉店[13]）
- ジャンボおしどり寿司（2023年2月5日閉店[14]）

## 位置
藤沢駅と辻堂駅の中間点に位置し、2006年6月1日に開業したMrMax湘南藤沢ショッピングセンターが北に隣接している。西はソニー湘南テクノロジーセンター、神奈川中央交通藤沢営業所（高山車庫）、南側は東海道線、東側は引地川がそれぞれ位置する。

## サービス

### 施設
館内はプラズマディスプレイのデジタルサイネージが14台、店舗案内のタッチパネルが2台、それぞれ設置され、設置物は事故防止のためクッション素材で被覆している。
イベントのライブなどで有名人が訪れたり、バラエティー番組の撮影で使われることもある。
ゴンザレス一家なるマスコットがいる。

## アクセス
- 詳細は公式サイト「アクセス」を参照。
  - 藤沢駅北口より神奈中バス藤01・21系統に乗車してソニー前下車。
  - 辻堂駅北口より神奈中バス辻09・藤21系統に乗車してソニー前下車。